# Дубравко Шименць
Дубравко Шименць (2 листопада 1966) — хорватський ватерполіст.
Срібний призер Олімпійських Ігор 1996 року, учасник 1988, 2000, 2004 років.
Чемпіон світу з водних видів спорту 1986, 1991 років.
Срібний призер Чемпіонату Європи з водного поло 1985 року.